# Kreisgericht Lüben
Das Kreisgericht Lüben war ein preußisches Kreisgericht in der damaligen Provinz Schlesien mit Sitz in der Stadt Lüben.

## Geschichte
In Bezirk des Kreisgerichts Lüben bestanden bis 1849 das königliche Stadtgericht Lüben sowie viele Patrimonialgerichte.
1849 wurden in Preußen einheitlich Kreisgerichte geschaffen. Hierbei wurde die Patrimonialgerichtsbarkeit abgeschafft und die Patrimonialgerichte wurden aufgehoben. Auch die eingangs genannten Gerichte wurden aufgehoben und es entstand das Königliche Kreisgericht Lüben im Sprengel des Appellationsgerichts Glogau. Es war für den Landkreis Lüben zuständig.
Das zuständige Schwurgericht war das Kreisgericht Glogau. Am Gericht waren 1870 ein Direktor und fünf Kreisrichter eingesetzt. 1870 betrug die Zahl der Gerichtseingesessenen 33.223. Gerichtstage wurden in Kotzenau gehalten.
Im Rahmen der Reichsjustizgesetze wurde das Gerichtswesen in Deutschland 1879 vereinheitlicht. Damit wurde das Kreisgericht Lüben aufgehoben und das königlich preußische Amtsgericht Lüben mit Wirkung zum 1. Oktober 1879 als eines von acht Amtsgerichten im Bezirk des Landgerichtes Liegnitz als Nachfolger gebildet.